# Ralph Barton Perry
Ralph Barton Perry, född 3 juli 1876 i Poultney, Vermont, död 22 januari 1957 i Boston, var en amerikansk filosof.
Perry var från 1913 ordinarie professor vid Harvard University. Han framträdde tidigt som förkämpe för neorealismen. Perry riktade särskilt en vägande kritik mot idealism och pragmatism och bidragit till utredningen av medvetandets, relationens, ändamålets och värdets begrepp. Bland hans främsta verk märks Present philosophical tendencies (1912), A realistic theory of independence (1912), The present conflict of ideals (1918), General theory of value (1926), samt Philosophy of the recent past (1927). Han har även utgett och kommenterat arbeten av William James.